# Chrysobothris longula
Chrysobothris longula es una especie de escarabajo del género Chrysobothris, familia Buprestidae. Fue descrita científicamente por Saunders en 1867.